# Liste der Biografien/Frer
Liste der Biografien |
Portal Biografien |
Personensuche
# |
A |
B |
C |
D |
E |
F |
G |
H |
I |
J |
K |
L |
M |
N |
O |
P |
Q |
R |
S |
T |
U |
V |
W |
X |
Y |
Z |
?
 
Fa |
Fe |
Ff |
Fh |
Fi |
Fj |
Fk |
Fl |
Fm |
Fn |
Fo |
Fr |
Ft |
Fu |
Fy
 
Fra |
Frc |
Fre |
Frg |
Fri |
Frk |
Frl |
Fro |
Fru |
Fry
 
Frea |
Freb |
Frec |
Fred |
Free |
Freg |
Freh |
Frei |
Frej |
Frek |
Frel |
Frem |
Fren |
Freo |
Frep |
Freq |
Frer |
Fres |
Fret |
Freu |
Frev |
Frew |
Frey |
Frez
Die Liste der Biografien führt alle Personen auf, die in der deutschsprachigen Wikipedia einen Artikel haben. Dieses ist eine Teilliste mit 55 Einträgen von Personen, deren Namen mit den Buchstaben „Frer“ beginnt.

## Frer

### Frerc
- Frercks, André (* 1960), deutscher Fußballspieler
- Frercks, Rudolf (1908–1985), deutscher Mediziner und NS-Funktionär

### Frere
- Frère Alois (* 1954), deutscher Ordensbruder, ehemaliger Prior der ökumenischen Bruderschaft von Taizé
- Frère Daniel (* 1921), Schweizer Keramiker, Dichter, Philosoph und Bruder in der ökumenischen Communauté de Taizé
- Frère Éric (1925–2007), Schweizer Künstler
- Frère Jérôme (1902–1994), kanadischer Maler
- Frère Matthew (* 1965), Prior der ökumenischen Bruderschaft von Taizé
- Frère Robert (1923–1993), französischer Arzt und einer der ersten sieben Brüder der Communauté de Taizé
- Frère Roger (1915–2005), schweizerischer Ordenschrist, Gründer des ökumenischen Männerordens von TaizéFrère Roger (1915–2005)

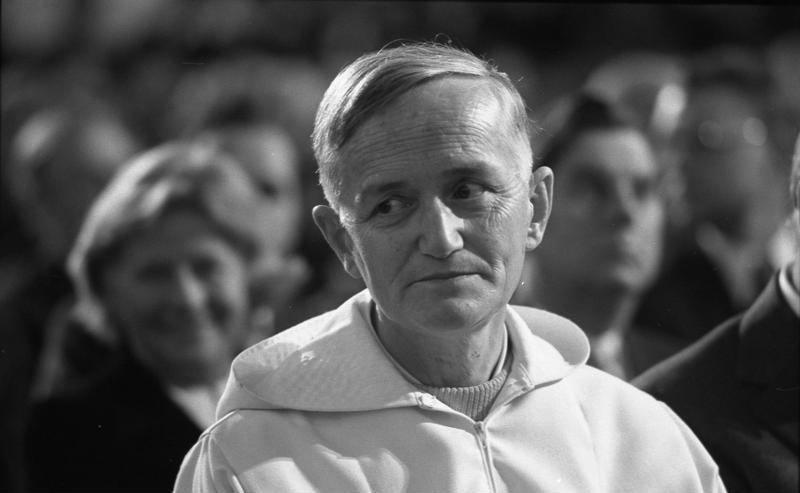
Frère Roger (1915–2005)

- Frère, Albert (1926–2018), belgischer Finanzinvestor
- Frère, Aubert (1881–1944), französischer Offizier, General
- Frère, Bernard Georges François (1762–1826), französischer General der Infanterie
- Frère, Edouard (1819–1886), französischer Genremaler
- Frère, Eric (* 1964), deutsch-französischer Wirtschaftswissenschaftler
- Frere, Henry Bartle (1815–1884), britischer Kolonialverwalter
- Frere, John Hookham (1769–1846), britischer Politiker, Diplomat und Schriftsteller
- Frere, Margaret (1863–1961), englisch-britische Sozialarbeiterin und Autorin
- Frère, Paul (1917–2008), belgischer Autorennfahrer und Journalist
- Frere, Sheppard (1916–2015), britischer provinzialrömischer Archäologe
- Frère, Théodore (1814–1888), französischer Maler
- Frere-Jones, Tobias (* 1970), US-amerikanischer Schriftgestalter
- Frère-Orban, Walthère (1812–1896), belgischer Staatsmann
- Fréret, Nicolas (1688–1749), französischer Gelehrter

### Freri
- Frerich, Ansgar (* 1977), deutscher Filmproduzent, Mischtonmeister, Geschäftsführer und Kulturschaffender
- Frerichs, Courtney (* 1993), US-amerikanische Hindernisläuferin
- Frerichs, Elisabeth (1883–1967), deutsche Politikerin (SPD), MdL
- Frerichs, Ernest S. (1925–2013), US-amerikanischer Religionswissenschaftler, Judaist und Theologe
- Frerichs, Friederike (* 1944), deutsche Schauspielerin
- Frerichs, Friedrich (1882–1945), deutscher sozialdemokratischer Politiker
- Frerichs, Friedrich Theodor von (1819–1885), deutscher Arzt und InternistFriedrich Theodor von Frerichs (1819–1885)

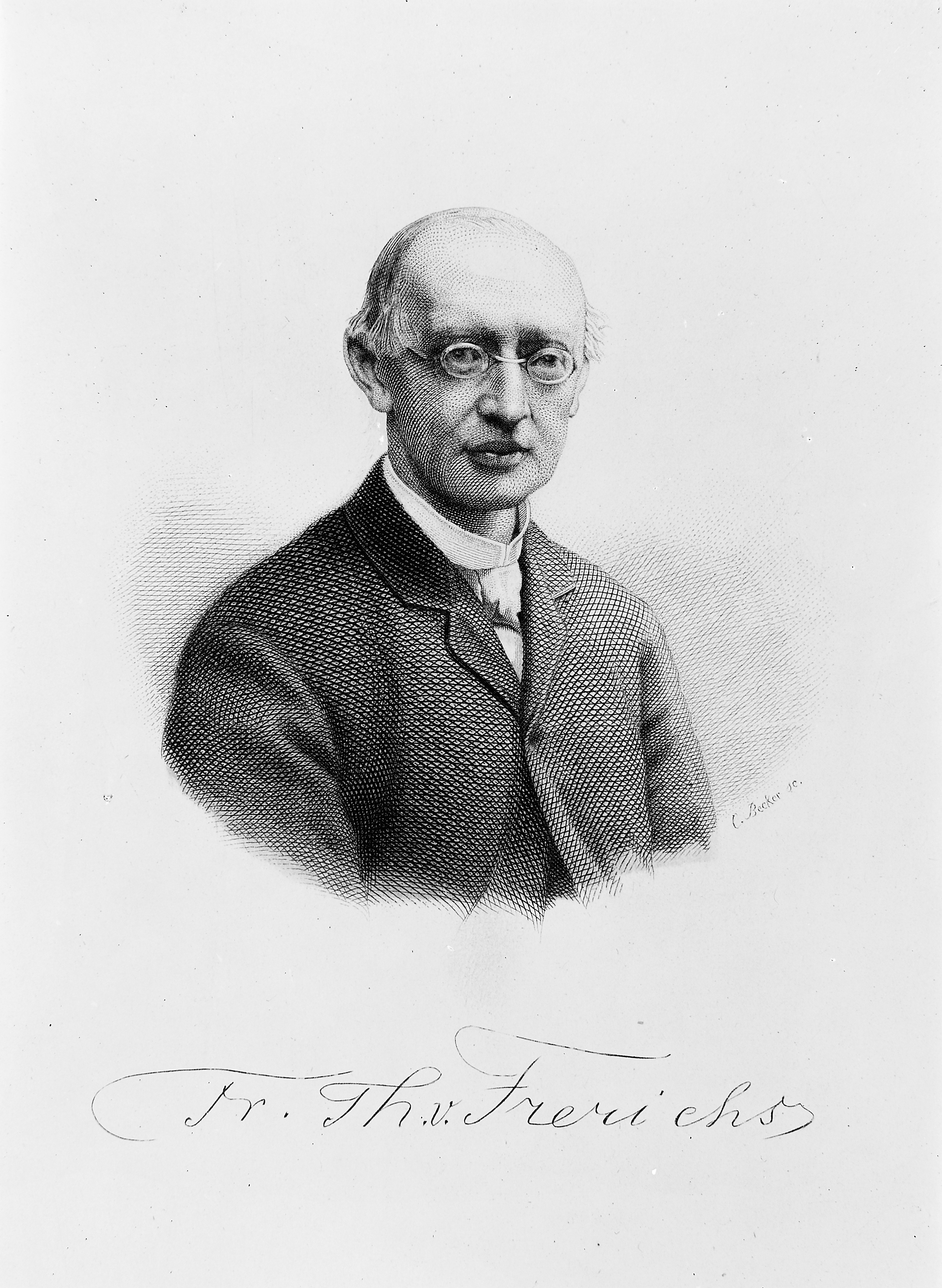
Friedrich Theodor von Frerichs (1819–1885)

- Frerichs, Göke (1923–2014), deutscher Politiker (CDU), MdB, Mitglied des Europäischen Wirtschafts- und Sozialausschusses
- Frerichs, Holger (* 1958), deutscher Rettungsassistent und Autor
- Frerichs, Jakob (1805–1870), deutscher Theologe
- Frerichs, Klaus (* 1953), deutscher Maler und Lehrer
- Frerichs, Lisa (* 1989), deutsche Ministerialbeamtin
- Frerichs, Peter (1945–2025), deutscher Polizeibeamter, Präsident des Polizeipräsidiums Westhessen
- Frerichs, Rembrandt (* 1977), niederländischer Jazzmusiker (Piano, Komposition)
- Frerichs, Rudolf (1901–1982), deutscher Physiker
- Frerichs, Wilhelm (* 1900), deutscher Leiter der Politischen Abteilung im KZ Buchenwald und KZ Sachsenhausen
- Freriks, Merel (* 1998), niederländische Handballspielerin
- Freriks, Nico (* 1981), niederländischer Volleyballspieler
- Freriks, Sikke († 1531), Handwerker und Märtyrer der Täuferbewegung

### Frerk
- Frerk, Carsten (* 1945), deutscher Politologe, Autor und JournalistCarsten Frerk (* 1945)

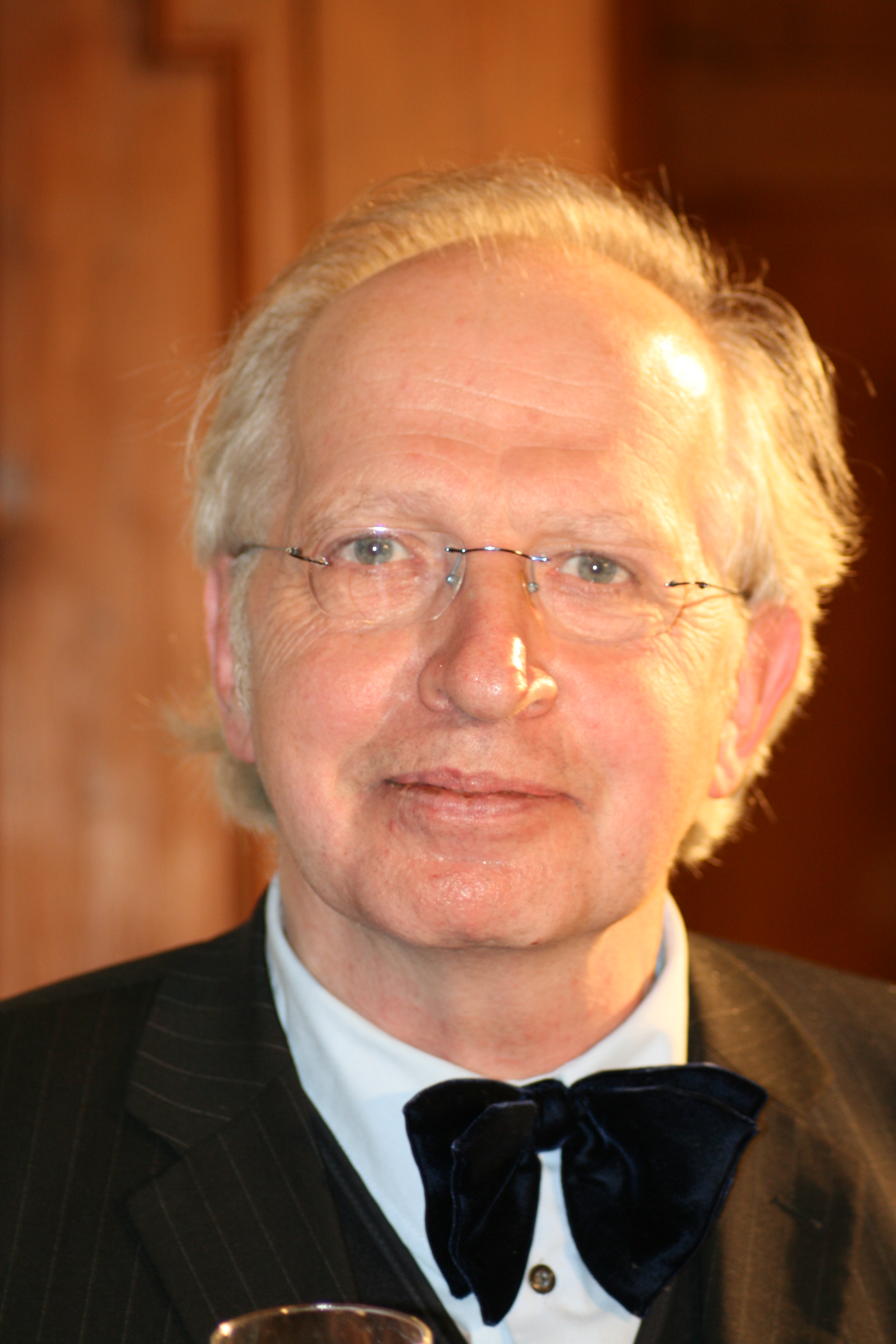
Carsten Frerk (* 1945)

- Frerk, Evelin (* 1947), deutsche Fotografin und Journalistin
- Frerk, Julius Friedrich Willy (1886–1960), deutsch-britischer Publizist und Schriftsteller
- Frerk, Peter (1930–2005), deutscher Manager
- Frerker, Wilhelm (1859–1945), deutscher Bäckermeister und Politiker (Zentrum), MdR und Mitglied der Nationalversammlung
- Frerking, Horst (* 1934), deutscher Veterinärmediziner und Hochschullehrer
- Frerking, Johann (1884–1971), deutscher Literatur- und Theaterkritiker und Schriftsteller
- Frerking, Wilhelm (1852–1938), deutscher Schuldirektor, Feuilletonist, Theaterkritiker und Schriftsteller

### Frero
- Fréron, Élie Catherine (1718–1776), französischer Literat und Publizist
- Fréron, Louis-Marie Stanislas (1754–1802), französischer Politiker der Französischen Revolution
- Frérot, Max (* 1957), französischer Terrorist

### Frers
- Frers, German (* 1941), argentinischer Yachtkonstrukteur
- Frers, Johann (1895–1952), deutscher Chemiker